# Dendrobium hughii
Dendrobium hughii är en orkidéart som beskrevs av Heinrich Gustav Reichenbach. Dendrobium hughii ingår i släktet Dendrobium, och familjen orkidéer. Inga underarter finns listade i Catalogue of Life.